# بينكويرينسيا
بلدية بينكويرينسيا (بالإسبانية: Benquerencia)‏، هي بلدية تقع في مقاطعة قصرش والتي تقع في منطقة إكستريمادورا، غرب إسبانيا.
يبلغ عدد سكانها 118 نسمة وفقاً لإحصائية سنة (2002).